# راسته بازار بهبهان
راسته بازار مربوط به دوره پهلوی دوم است و در بهبهان، خیابان عدالت، بین مراحل و جوانمردی واقع شده و این اثر در تاریخ ۱۸ اردیبهشت ۱۳۸۰ با شمارهٔ ثبت ۳۷۶۹ به‌عنوان یکی از آثار ملی ایران به ثبت رسیده است.